# Décès en mars 2007
Décès
- 2003
- 2004
- 2005
- 2006
- 2007
- 2008
- 2009
- 2010
- 2011

Pour une information complémentaire, voir la page d'aide.

| Date     | Nom                   | Activités | Âge      | Source |
| -------- | --------------------- | --- | -------- | ------ |
| 1er mars | Manuel Bento          | footballeur portugais | 58       |        |
| 1er mars | Colette Brosset       | actrice et scénariste française. Veuve du réalisateur et acteur français Robert Dhéry.                                                                                 | 85       |        |
| 1er mars | Sir Sydney Gun-Munro  | Gouverneur-général de Saint-Vincent-et-les-Grenadines de 1979 à 1985.                                                                                                  | 90       |        |
| 1er mars | Pierre Lantos         | astrophysicien français | 64       |        |
| 1er mars | Tinos Rusere          | homme politique zimbabwéen. Vice-ministre des Mines et de l'Environnement depuis le 15 avril 2005.                                                                     | 61       |        |
| 2 mars   | Bertrand Gagnon       | comédien québécois | 80       |        |
| 2 mars   | Thomas S. Kleppe      | homme politique américain. Secrétaire d'État à l'Intérieur de 1975 à 1977.                                                                                             | 87       |        |
| 2 mars   | Clem Labine           | joueur américain de baseball | 80       |        |
| 2 mars   | Ivan Safronov         | journaliste russe | 51       |        |
| 2 mars   | Henri Troyat          | écrivain et académicien français | 95       |        |
| 3 mars   | Osvaldo Cavandoli     | animateur et auteur de bande dessinée italien | 87       |        |
| 3 mars   | Benito Lorenzi        | footballeur italien | 81       |        |
| 3 mars   | Gene Oliver           | joueur américain de baseball | 71       |        |
| 4 mars   | Noël Copin            | journaliste français | 77       |        |
| 4 mars   | Thomas Eagleton       | homme politique américain. Sénateur du Missouri de 1969 à 1987 et Candidat démocrate à la vice-présidence en 1972 avec George McGovern.                                | 77       |        |
| 4 mars   | Şerban Georgescu      | compositeur roumain | 55       |        |
| 4 mars   | Jozef Schils          | coureur cycliste belge | 75       |        |
| 5 mars   | Yvan Delporte         | scénariste de bande dessinée belge | 78       |        |
| 5 mars   | Jean Jégoudez         | peintre français | 91       |        |
| 5 mars   | Ivo Lorscheider       | homme d'église brésilien | 79       |        |
| 6 mars   | Jean Baudrillard      | sociologue et philosophe français | 77       |        |
| 6 mars   | Shane Cross           | skater professionnel australien | 20       |        |
| 6 mars   | Pierre Moinot         | romancier et académicien français | 86       |        |
| 6 mars   | Ian Wooldridge        | journaliste sportif britannique | 75       |        |
| 7 mars   | Jeanne L'Herminier    | résistante et déportée française | 99       |        |
| 8 mars   | Ouardi Chabani        | constructeur et promoteur immobilier algérien | 84 ou 85 |        |
| 8 mars   | Taufik Cotran         | Juge britannique. | 80       |        |
| 8 mars   | Paul Laraque          | poète haitien | 86       |        |
| 8 mars   | Albert Palle          | écrivain français | 90       |        |
| 8 mars   | Albert de Schonen     | baron et diplomate français. Ambassadeur de France en République centrafricaine de 1969 à 1971.                                                                        | 94       |        |
| 9 mars   | Brad Delp             | chanteur américain. Membre du groupe de rock Boston. | 55       |        |
| 9 mars   | France Hamelin        | résistante, militante communiste, enseignante et peintre française. | 88       |        |
| 9 mars   | Dali Jazi             | homme politique tunisien. | 64       |        |
| 10 mars  | Clark Howell          | paléoanthropologue américain | 80       |        |
| 10 mars  | Richard Jeni          | acteur et scénariste américain | 45       |        |
| 10 mars  | Ernie Ladd            | lutteur et joueur américain de football américain | 68       |        |
| 11 mars  | Betty Hutton          | actrice et chanteuse américaine | 86       |        |
| 12 mars  | Alex-Casimir Dosseh   | musicien togolais | 83       |        |
| 12 mars  | René Hüssy            | joueur et entraîneur de football suisse | 78       |        |
| 12 mars  | Antonio Ortiz Mena    | homme politique mexicain. Secrétaire d'État aux Finances et au Crédit public de 1958 à 1970 et Président de la banque interaméricaine de développement de 1971 à 1988. | 99       |        |
| 13 mars  | Thérèse Cadorette     | comédienne québécoise | 81       |        |
| 13 mars  | Bernard Lallement     | écrivain et journaliste français | 58       |        |
| 13 mars  | Jeff Musso            | réalisateur français | 99       |        |
| 13 mars  | Sarbini Sumawinata    | économiste indonésien | 87       |        |
| 14 mars  | Lucie Aubrac          | résistante française | 94       |        |
| 14 mars  | Roger Beaufrand       | coureur cycliste français | 98       |        |
| 14 mars  | Saadoun Hammadi       | homme politique irakien. Premier ministre en 1991. | 76       |        |
| 14 mars  | Gareth Hunt           | acteur britannique | 64       |        |
| 14 mars  | Nicole Stéphane       | actrice, productrice et réalisatrice française | 83       |        |
| 15 mars  | Ion Nicodim           | plasticien et peintre roumain | 74       |        |
| 15 mars  | Stuart Rosenberg      | réalisateur américain | 79       |        |
| 15 mars  | Herman Stein          | compositeur américain | 91       |        |
| 15 mars  | Jean Talairach        | neurochirurgien et psychiatre français | 96       |        |
| 16 mars  | Georges Bordonove     | écrivain français | 86       |        |
| 16 mars  | Christian Cheyssac    | footballeur français | 75       |        |
| 16 mars  | Jean Le Moal          | peintre français | 97       |        |
| 16 mars  | Raymond Nasher        | collectionneur et philanthrope américain | 85       |        |
| 17 mars  | John Backus           | informaticien américain | 82       |        |
| 17 mars  | Freddie Francis       | réalisateur britannique | 89       |        |
| 17 mars  | Kenneth Greisen       | astrophysicien américain | 89       |        |
| 17 mars  | Ernst Haefliger       | ténor suisse | 87       |        |
| 18 mars  | Pascale Dauman        | productrice française | 69       |        |
| 18 mars  | Denis Ferdet          | journaliste sportif France 3 IDF française | 59       |        |
| 18 mars  | Ovidiu Maitec         | sculpteur roumain | 81       |        |
| 18 mars  | Trude Sojka           | peintre et sculptrice tchécoslovaque puis tchèque et équatorienne | 97       |        |
| 18 mars  | Bob Woolmer           | joueur et entraîneur britannique de cricket | 58       |        |
| 19 mars  | André Berne-Joffroy   | écrivain et critique d'art français | 92       |        |
| 19 mars  | Christian Biegalski   | scénariste français | 57       |        |
| 19 mars  | Calvert DeForest      | acteur américain | 85       |        |
| 19 mars  | Robert Dickson        | poète canadien | 62       |        |
| 19 mars  | Renée Maheu           | soprano, biographe et journaliste québécoise | 77       |        |
| 19 mars  | Léon Rossi            | footballeur français | 83       |        |
| 20 mars  | Raynald Fréchette     | juge et homme politique québécois | 73       |        |
| 20 mars  | Taha Yassine Ramadan  | vice-président de l'Irak de 1991 à 2003 | 69       |        |
| 20 mars  | John P. Ryan          | acteur américain | 70       |        |
| 20 mars  | Hawa Yakubu           | femme politique ghanéenne. Vice-présidente du Nouveau parti patriotique (NPP). Ministre du Tourisme de 2001 à 2005.                                                    | 59       |        |
| 21 mars  | KM Obaidur Rahman     | homme politique bangladais. | 66       | (en)   |
| 22 mars  | Alexandre Kiss        | chercheur et auteur français. Expert international du droit de l’environnement.                                                                                        | 81       |        |
| 22 mars  | Eugène Walaschek      | Footballeur suisse. | 90       |        |
| 23 mars  | Mao Anqing            | homme politique chinois, second fils de Mao Zedong et de sa première épouse Yang Kaihui                                                                                | 84       |        |
| 23 mars  | Ed Bailey             | joueur américain de baseball | 75       |        |
| 23 mars  | Paul Cohen            | mathématicien américain | 72       |        |
| 23 mars  | Damian McDonald       | coureur cycliste australien | 34       |        |
| 23 mars  | Michel Toussaint      | avocat et homme politique belge | 84       |        |
| 25 mars  | Pierre Arnold         | chef d’entreprise suisse | 85       |        |
| 25 mars  | Jean Arnulf           | comédien français | 75       |        |
| 25 mars  | Andranik Margarian    | premier ministre de l'Arménie depuis le 12 mai 2000 | 55       |        |
| 26 mars  | Beniamino Andreatta   | économiste et homme politique italien. Ministre des Affaires étrangères de 1993 à 1994.                                                                                | 78       |        |
| 26 mars  | Théo Mathy            | journaliste sportif belge | 82       |        |
| 26 mars  | Azmi Nassar           | footballeur puis entraîneur israëlo-palestinen. | 49       |        |
| 26 mars  | François Saint-Macary | homme d'église. Archévêque de Rennes depuis 1998. | 71       |        |
| 26 mars  | Heinz Schiller        | pilote automobile suisse | 77       |        |
| 27 mars  | Hitoshi Ueki          | acteur, chanteur et musicien japonais. | 80       |        |
| 27 mars  | Paul Lauterbur        | chimiste américain. Prix Nobel de physiologie ou médecine en 2003. | 76       |        |
| 27 mars  | Miguel Márquez        | matador espagnol | 63       |        |
| 27 mars  | Faustino Oramas       | chanteur cubain | 96       |        |
| 29 mars  | André Damseaux        | homme politique belge. Ministre de l'Éducation nationale de 1981 à 1987.                                                                                               | 70       |        |
| 29 mars  | Tosiwo Nakayama       | président des États fédérés de Micronésie de 1979 à 1987 | 75       |        |
| 30 mars  | Stanley Beckford      | musicien jamaïcain | 65       |        |
| 30 mars  | Chrisye               | chanteur et compositeur indonésien | 57       | (en)   |
| 30 mars  | Marcel Merkès         | chanteur français | 86       |        |
| 31 mars  | Phil Cordell          | musicien et compositeur britannique | 59       | (en)   |
| 31 mars  | Madeleine Delmotte    | vice doyenne du Nord-Pas-de-Calais française | 110      |        |
| 31 mars  | Paul Watzlawick       | psychologue américain | 85       |        |